# IC 175
IC 175 је елиптична галаксија у сазвјежђу Кит која се налази на листи објеката дубоког неба у Индекс каталогу.
Деклинација објекта је + 1° 19' 57" а ректасцензија 1h 56m 18,8s. Привидна величина (магнитуда) објекта IC 175 износи 14,3 а фотографска магнитуда 15,3. IC 175 је још познат и под ознакама CGCG 387-3, PGC 7261.